# (469509) 2003 HC57
(469509) 2003 HC57 est un objet transneptunien faisant partie des cubewanos.

## Caractéristiques
(469509) 2003 HC57 est un objet binaire, le primaire mesure 205 kilomètres de diamètre et le secondaire orbitant à 1 960 ± 70 kilomètres, 195 kilomètres,. L'objet pourrait être qualifié de transneptunien double.